# Isaia da Pisa
Isaia da Pisa (Pise, v. 1410 -...) est un sculpteur italien.

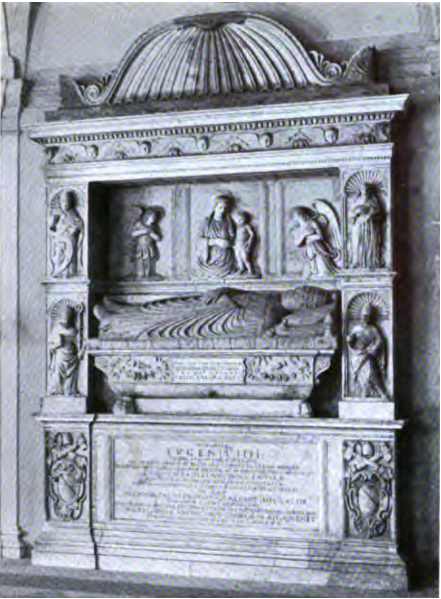
Tombe du Pape Eugene IV, Église San Salvatore in Lauro, Rome

## Biographie
Né vers 1410, Isaia da Pisa est un sculpteur spécialiste de la production de bas-relief, dont les œuvres principales sont produites entre 1447 et 1464, principalement à Rome et Naples.
Il est le père de Giovanni Cristoforo Romano (1456-1512).

## Œuvres
- Angeli reggicandelabro - Église Sainte-Sabine de Rome, Rome
- Autel eucharistique du Cardinal d’Estouteville - Basilique Sainte-Marie-Majeure, Rome
- Sarcophage de Catherine de Sienne et de Fra Angelico - Basilique de la Minerve, Rome
- Madonna - Grotte vaticane
- Fonte baptismale de l'Église Collegiata di Santa Maria Maddalena - Gradoli
- Bas-relief de l'arc de triomphe du château nouveau de Naples
- Bas-relief de saint Marc évangéliste - porte de la Basilique Saint-Marc, Rome
- Prudence - Archibasilique Saint-Jean-de-Latran, Rome
- Tombe du Pape Eugene IV, Église San Salvatore in Lauro, Rome.